# Guida Editori
La Guida Editori è una casa editrice italiana fondata a Napoli da Alfredo Guida.

## La casa editrice
L'azienda acquistò nel 1930 dalla casa editrice Moderna di Caserta i diritti di pubblicazione dell'opera omnia di Francesco D'Ovidio. «Il 5 maggio 1931, con la sigla AGE, nasceva l'azienda del Guida, il quale pubblicò i 18 volumi dell'insigne linguista e, poco dopo, due opere di Roberto Bracco, i cui diritti in precedenza appartenevano all'editore Sandron». Nel 1935 venne assegnata alla casa editrice la medaglia d'oro all'Esposizione internazionale di Bruxelles.
Dopo una chiusura nel 1968, la casa editrice fu riaperta da Mario Guida, pubblicando opere di Eugenio Garin e Bernard Groethuysen. La casa editrice ha anche pubblicato opere di Umberto Eco, Giuseppe Galasso, Andrea Camilleri e Martin Heidegger.

Oggi la casa editrice è gestita da Diego Guida, della terza generazione della famiglia di editori.

## La Libreria Guida
Ancora prima di entrare nel campo editoriale, la Guida (srl a gestione familiare) era attiva dal 1920 come libreria a Port'Alba. Negli anni del fascismo la libreria fu un ritrovo di intellettuali antifascisti.
Negli anni Sessanta prendevano «il via – nella “saletta rossa” della libreria Guida – una serie di incontri che la faranno diventare (in un
periodo molto buio) il luogo centrale della vita culturale napoletana». Qui Giuseppe Ungaretti, Eugenio Montale, Alberto Moravia, Roland Barthes, Jack Kerouac, Pier Paolo Pasolini, Domenico Rea, Indro Montanelli e Pierre Klossowski parteciparono a dibattiti che richiamavano «una gran folla di intellettuali, soprattutto giovani, molti dei quali diventeranno a loro volta personaggi di primo piano della vita culturale napoletana».
La libreria «fu palcoscenico delle provocazioni dei giovani Edoardo Sanguineti e Umberto Eco e fu teatro dei proclami beat di Allen Ginsberg e Fernanda Pivano. (...) Tra gli anni Settanta e Novanta del secolo scorso, a Napoli c’erano sei librerie Guida: a Port’Alba, a piazza San Domenico Maggiore, a piazza dei Martiri e altre tre al Vomero, tutte appartenenti ai figli di Alfredo Guida e dei suoi due fratelli».